# Harry Pfeifer

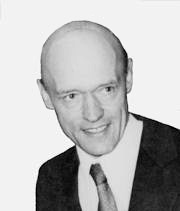
Harry Pfeifer (1979)

Harry Pfeifer (* 25. Februar 1929 in Penig; † 28. September 2008 in Leipzig) war ein deutscher Physiker.

## Leben

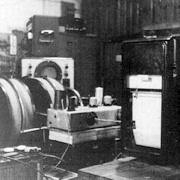
Erstes Kernresonanz-Gerät

Nach dem Besuch der Grundschule in Penig (1935 bis 1939) und der Staatlichen Oberschule in Waldenburg (1939 bis 1947, Abitur 1947) studierte Harry Pfeifer von 1947 bis 1951 in der Fachrichtung Physik-Diplom an der Universität Leipzig. Seine akademischen Lehrer waren u. a. Waldemar Ilberg, Bernhard Kockel, Ernst Hölder, Herbert Staude und Leopold Wolf. In seiner Diplomarbeit „Über den Pendelrückkoppelempfänger und die Beobachtung von magnetischen Kernresonanzen“ (1951), siehe Abbildung Kernresonanzspektrometer, behandelte er die Beobachtung und Messung der ersten magnetischen Kernresonanz (NMR)-Signale in Deutschland. Gemeinsam mit Artur Lösche legte Harry Pfeifer am Physikalischen Institut der Universität Leipzig so die Grundlagen für eine intensive Entwicklung und breite Anwendung der Hochfrequenzspektroskopie auf verschiedenen Gebieten der Physik, später auch Chemie, Medizin und Biologie.
1953 promovierte Pfeifer mit der Arbeit „Zum Rukopschen Problem“ (bei Waldemar Ilberg) zum Dr. rer. nat., mit Grundlagen der Erzeugung ungedämpfter elektrischer Schwingungen in Parallel- und Serienschwingkreisen. 1956 habilitierte er sich mit der Schrift „Zur Beobachtung magnetischer Kernresonanzen“. Seine frühen Arbeiten zur magnetischen Resonanz sind in der Monographie „Kerninduktion“ von Lösche (1957) zusammengefasst. Nach der Erteilung der venia legendi 1956 erfolgte 1957 die Berufung zum Dozenten für Experimentalphysik, 1960 zum Professor mit Lehrauftrag, 1964 zum Professor mit vollem Lehrauftrag und schließlich 1969 zum Professor mit Lehrstuhl für Experimentalphysik an der Universität Leipzig.
Harry Pfeifer hat sehr frühzeitig die großen Vorteile gepulster Verfahren der kernmagnetischen Resonanz erkannt, grundlegende Arbeiten zu Vielimpulsverfahren und zu Diffusionsmessungen mit Feldgradientenverfahren erbracht und umfangreiche Geräteentwicklungen auf diesen Gebieten betrieben. Er befasste sich zunächst mit Untersuchungen des Hydratationsverhaltens in Lösungen diamagnetischer und paramagnetischer Ionen, später mit Struktur und dynamischem Verhalten von Molekülen in porösen Festkörpern, vor allem Zeolithen und anderen Grenzflächensystemen und erbrachte wichtige Beiträge zur Untersuchung von physikalischen Grundfragen von Adsorption und Katalyse. Über 300 Publikationen belegen seine umfangreiche Forschertätigkeit. Sein Interesse galt auch der Anwendung der NMR auf biologische Grenzflächensysteme. Mehr als 250 Diplom-Physiker, 70 Doktoren und 20 Hochschullehrer sind aus seiner Schule hervorgegangen. Harry Pfeifer war Gastprofessor 1975 an der Universität Hanoi, 1981 an der Université Pierre et Marie Curie in Paris und 1983 an der Universidad Central de Venezuela in Caracas und arbeitete in zahlreichen Herausgeberbeiräten von wissenschaftlichen Zeitschriften.

## Trivia
In ihrem Buch 'Freiheit' beschreibt Angela Merkel Harry Pfeifer als einen ihrer Physikdozenten, der ihr neben seines fachlichen Renommees und der internationalen Anerkennung auch aufgrund seiner klaren und konsequenten Ansagen während seiner Elektronikvorlesungen in besonderer Erinnerung geblieben ist.

## Mitgliedschaften und Funktionen
- 1969–1991 Dekan der Fakultät für Mathematik und Naturwissenschaften der Karl-Marx-Universität Leipzig
- 1963–1994 Leiter der Abteilung Elektronik bzw. des NMR-Laboratoriums bzw. des Wissenschaftsbereichs Experimentalphysik bzw. der Abteilung Grenzflächenphysik
- 1973–1990 Mitglied der Akademie der Wissenschaften der DDR
- 1990–1994 Council of the International Society of Magnetic Resonance (ISMAR)
- 1991–1998 A.A. Zeolithe der DECHEMA
- 1990–2008 Committee Groupements AMPERE (Atomes et Molécules Par Études Radio-Électriques)

## Auszeichnungen
- 1969 Nationalpreis der DDR
- 1973 Leibniz-Medaille der Akademie der Wissenschaften der DDR
- 1978 Gustav-Hertz-Preis der Physikalischen Gesellschaft der DDR (mit Jörg Kärger)
- 1986 D. W. Breck Award der International Zeolite Association (IZA), Tokyo (mit Dieter Freude, Jörg Kärger und Martin Bülow)
- 1989 Dr. rer. nat. h. c., Humboldt-Universität Berlin

## Schriften (Auswahl)
- Elektronisches Rauschen, Band 1 (1959), Elektronisches Rauschen, Band 2 (Hrsg., 1968),
- Elektronik für den Physiker (7 Bände, 1970–1977),
- Elektronikpraktikum (Hrsg., 3. Auflage 1990, spanische Übersetzung: Caracas 1988),
- Lehrbuch Grundwissen Experimentalphysik (mit H. Schmiedel, 1997),
- Lehrbuch Kompaktkurs Physik. Mit virtuellen Experimenten und Übungsaufgaben (mit H. Schmiedel und R. Stannarius, 2004).